# Nathan D. Appleton
Nathan D. Appleton (* 20. Mai 1794 in Ipswich, Massachusetts; † 25. August 1862 in Alfred, Maine) war ein US-amerikanischer Anwalt und Politiker, der von 1857 bis 1859 Maine Attorney General war.

## Leben
Nathan Dane Appleton war Sohn von Samuel Appleton und Mary White. Sein Bruder war James Appleton, der im Jahr 1842 erfolglos für das Amt des Gouverneurs von Maine kandidierte. Er machte seinen Abschluss am Bowdoin College im Jahr 1813 und erhielt seine Zulassung zum Anwalt im Jahr 1816.
Appleton zog 1823 nach Alfred, Maine, arbeitete dort als Anwalt und war Friedensrichter. Er war im Jahr 1829 und von 1847 bis 1848 Abgeordneter im Repräsentantenhaus von Maine und im Jahr 1830 zog er in den Senat von Maine. Von 1857 bis 1859 war er Maine Attorney General. Appleton gehörte der Whig Party an.
Nathan D. Appleton war mit Julia Hall (1804–1880) verheiratet. Er starb am 25. August 1862, sein Grab befindet sich auf dem Parish Congreational Church Cemetery in Alfred.